# Иванов, Братислав
Братислав Иванов (болг. Братислав Иванов; род. 29 марта 1945, Бакёво) — болгарский японист, переводчик.

## Биография
Окончил Московский государственный университет по специальности «японский язык и литература». Он является автором многочисленных статей и книг о японском языке, а также серии переводов классической японской поэзии. Он был первым учителем японского языка в Софийском университете Святого Климента Охридского. Читал лекции в Великотырновском университете имени Св. Кирилла и Св. Мефодия. В настоящее время является директором Болгарско-японского образовательно-культурного центра в 18-й школе «Уильяма Гладстона» в Софии.

## Награды
В 2009 по предложению правительства Японии был награжден от имени Императора Акихито Орденом Восходящего Солнца за вклад в развитие научных исследований в области японского языка и его распространение в Болгарии.

### Авторские учебники
- «Йероглиф и буква». София: РадарПРИНТ, 2001.
- «Японская грамматика. Функционален аспект». София: Изток-Запад, 2009.
- «Хайку и дзэн». София: Изток-Запад, 2009.
- «Основы на японския езику». София: Изток-Запад, 2010.
- «Основы на японския езику». Част II. София: Изток-Запад, 2011.
- «Японската цивилизация». София: Изток-Запад, 2013.
- «Японската религия.» София: Изток-Запад, 2014.
- «Японската гравюра укийо-э» София: Изток-Запад, 2015.
- «Йероглифите.» София: Изток-Запад, 2015.
- «История на Япония.» София: Изток-Запад, 2016.
- «Митология на Япония». София: Изток-Запад, 2017.

### Переводы
- «Хайку: Эсен». София: Изток-Запад, 2004, ISBN 9543210578
- «Хайку: Зима». София: Изток-Запад, 2004, ISBN 9543210748
- Миямото Мусаши. «Ръкопис за петте стъпала». Изток-Запад, 2005, ISBN 954-321-126-4
- «Хайку. Пролет». София: Изток-Запад, 2005, ISBN 954-321-115-9
- «Хайку лято». София: Изток-Запад, 2005, ISBN 954-321-137-X
- «Съвременно хайку». София: Изток-Запад, 2005, ISBN 954-321-191-4
- «Класическа японская поезия». София: Изток-Запад, 2007, ISBN 978-954-321-401-3
- «Японски поэтессы V—X в.». София: Изток-Запад, 2008, ISBN 978-954-321-431-0
- «Сто стихотворения вот сто поэты». София: Изток-Запад, 2011, ISBN 978-954-321-795-3
- Мацуо Башьо, «100 хайку». София: Изток-Запад, 2012 ISBN 978-619-152-006-0[1]
- Йоса Бусон, «100 хайку». София: Изток-Запад, 2016 ISBN 978-619-152-927-8